# Пико-Ривера
Пико-Ривера (англ. Pico Rivera) — город в округе Лос-Анджелес в штате Калифорния в Соединённых Штатах Америки.
Согласно данным переписи населения США 2020 года число жителей города 
составляло 62 088 человек, что чуть меньше (− 1.4%), чем было во время предыдущей переписи проводившейся в 2010 году (62 942 человека).

## История
Расположенный на богатой аллювиальной равнине между Рио-Ондо и рекой Сан-Гейбриел, город изначально состоял из двух некорпоративных сельскохозяйственных общин: Пико (названный в честь Пио Пико, последнего мексиканского губернатора Калифорнии, и расположенный в северной части нынешнего города) и Ривера (испанское слово, означающее «берег реки», расположенный в южной части современного Пико-Ривера).

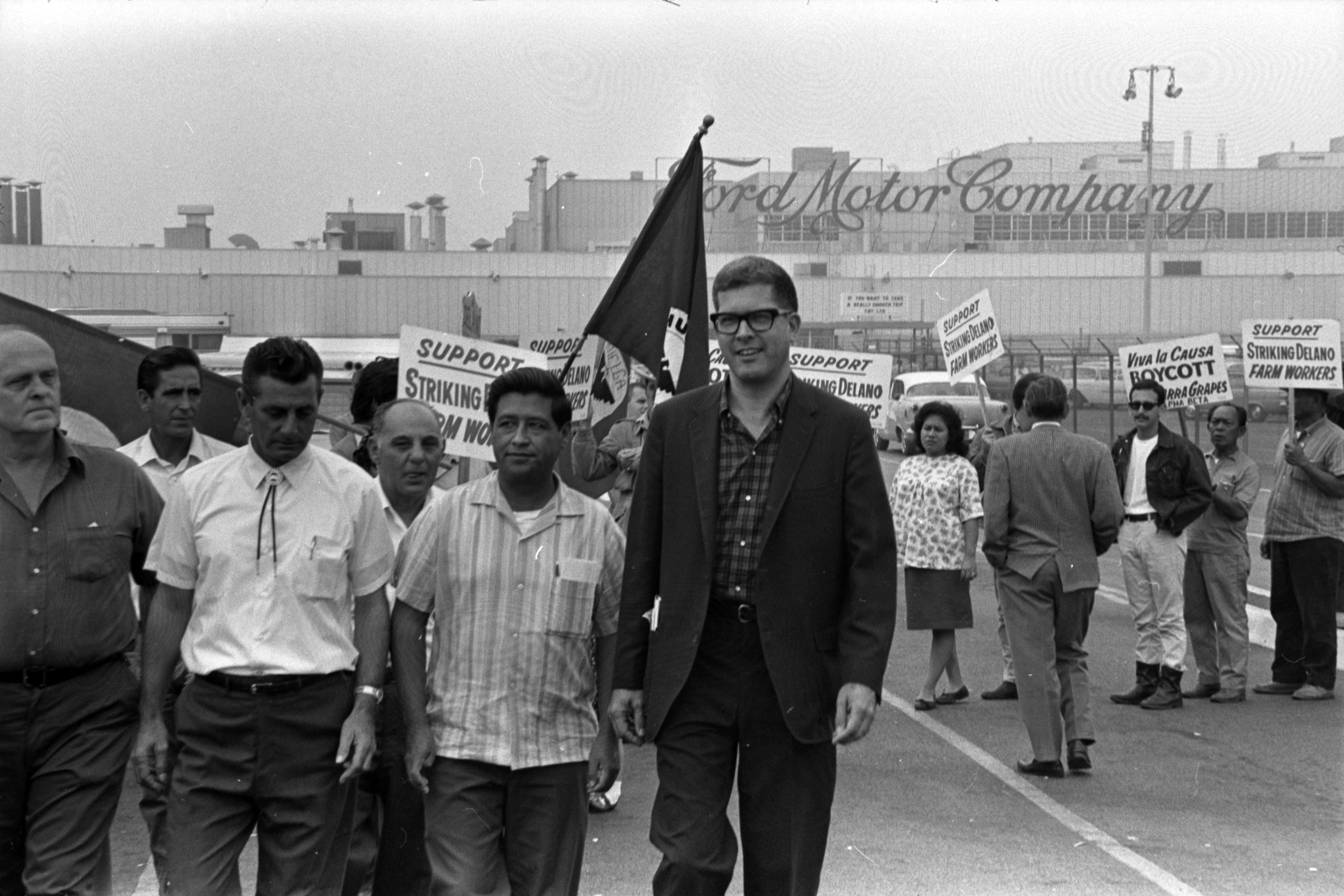
Пикет у Los Angeles Assembly компании «Ford» 16 сентября 1967 года

В конце XIX века через город прошла железная дорога, что существенно стимулировало рост местной экономики. Район был когда-то преимущественно сельскохозяйственным, но в конце Второй мировой войны быстрорастущий спрос на недвижимость привлёк в эту привлекательную местность крупных застройщиков.
С 1957 года в вплоть до начала третьего тысячелетия здесь находился завод компании «Ford».
29 января 1958 года сообщество официально получило статус города и Пико-Ривера официально стал 61-м городом в округе Лос-Анджелес.
16 марта 2010 года Пико-Ривера стал эпицентром землетрясения магнитудой 4,4 балла по шкале Рихтера, которое произошло в 4:04 утра по тихоокеанскому летнему времени (11:04 утра по Гринвичу).

## География
Пико-Ривера расположен в юго-восточной части округа Лос-Анджелес примерно в 11 милях (18 км) к юго-востоку от центра города Лос-Анджелес, на восточной окраине бассейна Лос-Анджелеса и на южной окраине области, известной как долина Сан-Гейбриел.
Пико Ривера граничит с Монтебелло на западе, Дауни на юге, Санта-Фе-Спрингс на юго-востоке и Уиттиером на востоке.
Согласно данным Бюро переписи населения США, общая площадь города составляет 23,003 квадратных километра (8,882 квадратных мили). Из них 21,485 квадратных километров (8,295 квадратных мили) — это суша, а 1,518 километров (0,943 мили или 6,60%) приходится на водную поверхность.